# Масленников, Павел Андреевич
Павел Андреевич Масленников — советский хозяйственный, государственный и политический деятель, Герой Социалистического Труда.

## Биография
Родился в 1921 году в селе Шубино. Член КПСС.
С 1938 года — на хозяйственной, общественной и политической работе. В 1938—1999 гг. — заведующий Юрьевецкой начальной школы Павловского района, часовой поста № 1 возле Мавзолея В. И. Ленина, участник Великой Отечественной войны, участник Парада 7 ноября 1941 года, воспитатель группы специализированного ремесленного училища № 4 в Харькове, заведующий отделом культпросветработы Еласовского райсовета, заместитель директора по культурно-воспитательной работе школы фабрично-заводского обучения № 24, директор средней школы № 3 города Харьков, старший преподаватель курсов повышения квалификации руководителей школ Харьковского педагогического института имени Григория Сковороды, доцент кафедры управления школой.
Указом Президиума Верховного Совета СССР от 27 июня 1978 года присвоено звание Героя Социалистического Труда с вручением ордена Ленина и золотой медали «Серп и Молот».
Проживал в Харькове.